# گل و خار (فیلم)
گل و خار (به هندی: Phool Aur Kaante) فیلمی محصول سال ۱۹۹۱ و به کارگردانی کوکو کوهلی است. در این فیلم بازیگرانی همچون اجی دیوگن، مادهو، آریونا ایرانی، جاگدیپ، آمریش پوری، آنجانا ممتاز ایفای نقش کرده‌اند.